# São José do Mantimento
São José do Mantimento is een gemeente in de Braziliaanse deelstaat Minas Gerais. De gemeente telt 2.579 inwoners (schatting 2009).

## Aangrenzende gemeenten
De gemeente grenst aan Chalé, Conceição de Ipanema, Durandé en Santana do Manhuaçu.